# Pasanska Gorica
Pasanska Gorica is een plaats in de gemeente Gornja Stubica in de Kroatische provincie Krapina-Zagorje. De plaats telt 166 inwoners (2001).